# Список областей Российской империи
Ниже приведён список всех областей, существовавших в Российской империи.

## Области в составе наместничеств и губерний
Первоначально (в последней четверти XVIII столетия) областями, как правило, называли провинции, на которые делились наместничества с большим числом населения. Некоторые из них сами были преобразованы в наместничества (Архангельская и Олонецкая), а оставшиеся были ликвидированы во время проведения императором Павлом I реформы административно-территориального деления в 1796—1797 годах. В начале XIX столетия были образованы две области в составе Иркутской губернии (Камчатская (первая) и Якутская (вторая)).
| Область                                             | Период существования              | Административный центр                                | Примечания |
| --------------------------------------------------- | --------------------------------- | ----------------------------------------------------- | --- |
| Архангельская область                               | 25 января 1780 — 26 марта 1784    | Архангельск                                           | Образована в составе Вологодского наместничества. Преобразована в Архангельское наместничество. |
| Астраханская область                                | 5 мая 1785 — 30 апреля 1790       | Астрахань                                             | Образована в составе Кавказского наместничества. Ликвидирована в связи с переводом административных учреждений наместничества из Екатериноград в Астрахань и ликвидацией Кавказской области.                                                                   |
| Великоустюгская область                             | 25 января 1780 — 12 декабря 1796  | Великий Устюг                                         | Образована в составе Вологодского наместничества. Упразднена при преобразовании наместничества в губернию. |
| Вологодская область                                 | 25 января 1780 — 12 декабря 1796  | Вологда                                               | Образована в составе Вологодского наместничества. Упразднена при преобразовании наместничества в губернию. |
| Екатеринбургская область                            | 20 ноября 1780 — 12 декабря 1796  | Екатеринбург                                          | Образована в составе Пермского наместничества. Упразднена при преобразовании наместничества в губернию. |
| Иркутская область                                   | 6 марта 1783 — 12 декабря 1796    | Иркутск                                               | Образована в составе Иркутского наместничества. Упразднена при преобразовании наместничества в губернию. |
| Кавказская область (первая)                         | 5 мая 1785 — 30 апреля 1790       | Екатериноград                                         | Образована в составе Кавказского наместничества. Ликвидирована в связи с переводом административных учреждений наместничества из Екатериноград в Астрахань. Впоследствии существовала в качестве самостоятельной области (центр Ставрополь) в 1822—1847 годах. |
| Камчатская область (первая)                         | 11 августа 1803 — 22 июня 1822    | Нижнекамчатск                                         | Образована в составе Иркутской губернии. Преобразована в Камчатское приморское управление Иркутской губернии. Впоследствии существовала в качестве самостоятельной области в 1849—1856 и 1909—1921 годах.                                                      |
| Каменецкая область                                  | 1793 — 1 мая 1795                 | Каменец-Подольск                                      | Образована из земель, присоединённых к Российской империи после раздела Речи Посполитой 23 января 1793 года. |
| Костромская область                                 | 6 марта 1778 — 12 декабря 1796    | Кострома                                              | Образована в составе Костромского наместничества. Упразднена при преобразовании наместничества в губернию. |
| Нерчинская область                                  | 6 марта 1783 — 12 декабря 1796    | Нерчинск                                              | Образована в составе Иркутского наместничества. Упразднена при преобразовании наместничества в губернию. |
| Новгородская область                                | 24 августа 1776 — 12 декабря 1796 | Новгород                                              | Образована в составе Новгородского наместничества. Упразднена при преобразовании наместничества в губернию. |
| Олонецкая область                                   | 24 августа 1776 — 22 мая 1784     | Олонец (до 12 мая 1782), Петрозаводск (с 12 мая 1782) | Образована в составе Новгородского наместничества. 11 декабря 1781 года передана в состав Санкт-Петербургской губернии. Преобразована в Олонецкое наместничество.                                                                                              |
| Оренбургская область                                | 30 апреля 1782 — 12 декабря 1796  | Оренбург                                              | Образована в составе Уфимского наместничества. Упразднена при преобразовании наместничества в Оренбургскую губернию. |
| Охотская область                                    | 6 марта 1783 — 12 декабря 1796    | Охотск                                                | Образована в составе Иркутского наместничества. Упразднена при преобразовании наместничества в губернию. |
| Пермская область                                    | 20 ноября 1780 — 12 декабря 1796  | Пермь                                                 | Образована в составе Пермского наместничества. Упразднена при преобразовании наместничества в губернию. |
| Санкт-Петербургская область (Петербургская область) | 11 декабря 1781 — 22 мая 1784 (?) | Санкт-Петербург                                       | Образована в составе Санкт-Петербургской губернии при передаче в состав этой губернии Олонецкой области Новгородского наместничества. Видимо, упразднена при преобразовании Олонецкой области в наместничество 22 мая 1784 года.                               |
| Тобольская область                                  | 19 января 1782 — 12 декабря 1796  | Тобольск                                              | Образована в составе Тобольского наместничества. Упразднена при преобразовании наместничества в губернию. |
| Томская область                                     | 19 января 1782 — 12 декабря 1796  | Томск                                                 | Образована в составе Тобольского наместничества. Упразднена при преобразовании наместничества в губернию. |
| Углицкая область                                    | 28 февраля 1777 — 12 декабря 1796 | Углич                                                 | Образована в составе Ярославского наместничества. Упразднена при преобразовании наместничества в губернию. |
| Унженская область                                   | 6 марта 1778 — 12 декабря 1796    | Унжа (до 1779), Макарьев (с 1779)                     | Образована в составе Костромского наместничества. Упразднена при преобразовании наместничества в губернию. |
| Уфимская область                                    | 30 апреля 1782 — 12 декабря 1796  | Уфа                                                   | Образована в составе Уфимского наместничества. Упразднена при преобразовании наместничества в Оренбургскую губернию. |
| Якутская область (первая)                           | 6 марта 1783 — 12 декабря 1796    | Якутск                                                | Образована в составе Иркутского наместничества. Упразднена при преобразовании наместничества в губернию. В 1805 году вновь была образована в составе Иркутской губернии и впоследствии в период 1852—1920 существовала в качестве самостоятельной области.     |
| Якутская область (вторая)                           | 22 апреля 1805 — 1 января 1851    | Якутск                                                | Образована в составе Иркутской губернии. 16 августа 1851 года на основании «Положения об управлении Якутской областью» Якутская область была отделена от Иркутской губернии и с 1 января 1852 года стала самостоятельной областью на правах губернии.          |
| Ярославская область                                 | 28 февраля 1777 — 12 декабря 1796 | Ярославль                                             | Образована в составе Ярославского наместничества. Упразднена при преобразовании наместничества в губернию. |

## Самостоятельные области
В последней четверти XVIII столетия также начали появляться области, являвшиеся верхней единицей административного деления (Колыванская и Таврическая). В XIX веке такие области образовывались, как правило, на вновь присоединённых территориях на окраинах Российской Империи.
| Область                                                                | Период существования               | Административный центр                                                                                              | Примечания |
| ---------------------------------------------------------------------- | ---------------------------------- | --- | --- |
| Акмолинская область                                                    | 21 октября 1868 — 3 января 1920    | Омск | Образована на части территории области Сибирских Киргизов. В 1918 году переименована в Омскую, но вскоре в том же году вновь переименована в Акмолинскую. 1 июля 1919 года повторно переименована в Омскую. 3 января 1920 года (27 августа 1919 года) преобразована в Омскую губернию |
| Амурская область                                                       | 8 декабря 1858 — 8 ноября 1922     | Благовещенск | Образована на левобережье Амура на части территории, отошедшей от Китая к России по Айгунскому договору 16/28 мая 1858 года. Преобразована в Амурскую губернию в 1922 году |
| Армянская область                                                      | 21 марта 1828— 10 апреля 1840      | Эривань | Образована на части территории Восточной Армении (бывшие Эриванское и Нахичеванское ханства), отошедшей к Российской империи от Персии по Туркманчайскому мирному договору 10/22 февраля 1828 года. Вошла в состав Грузино-Имеретинской губернии. |
| Батумская область (первая)                                             | 20 сентября 1878— 12 июня 1883     | Батум | Образована на территории бывшего Аджарского санджака, отошедшего от Османской империи к России по результатам русско-турецкой войны 1877—78 годов. Вошла в состав Кутаисской губернии. |
| Батумская область (вторая)                                             | 1 июля 1903 — 16 марта 1921        | Батум | Выделена из состава Кутаисской губернии. Большая часть отошла к Турции по Московскому договору 16 марта 1921 года, на меньшей 16 июля 1921 года образована Аджарская АССР. |
| Белостокская область                                                   | 18 июня 1808 — 18 декабря 1842     | Белосток | Образована на землях, отошедших к Российской империи от Пруссии по Тильзитскому миру 9 июля 1807 года. Вошла в состав Гродненской губернии |
| Бессарабская область                                                   | 29 апреля 1818 — 28 октября 1873   | Кишинёв | Образована на территории Бессарабии (восточной части территории Молдавского княжества), отошедшей от Османской империи к России по Бухарестскому мирному договору 16/28 мая 1812 года. Преобразована в Бессарабскую губернию. |
| Область Войска Донского или Донская область                            | 21 мая 1870 — 18 мая 1918          | Новочеркасск | В период с 22 мая 1786 года и до 1870 года называлась Землёй Войска Донского (центр до 9 мая 1805 Черкасск), затем Новочеркасск). В 1918 году на землях Области Войска Донского было провозглашено независимое государство Всевеликое Войско Донское. 20 марта 1920 года большевики включили большую часть Области Войска Донского в состав Донской области. В период существования иногда упоминалась как Донская область. |
| Дагестанская область                                                   | 30 мая 1860 — 20 января 1921       | Дербент (до 1866), Темир-Хан-Шура (с 1866)                                                                          | Ранее называлась Дербентской губернией. Преобразована в Дагестанскую АССР. |
| Джаро-Белоканская область (Джаробелоканская область)                   | 1830 — 10 апреля 1840              | Белоканы | Образована из земель Джаро-Белоканских обществ. присоединённых к Российской империи. Вошла в состав Грузино-Имеретинской губернии. |
| Донская область — см. Область Войска Донского                          |                                    | | Название, иногда применявшееся к Области Войска Донского |
| Забайкальская область                                                  | 11 июля 1851— 10 ноября 1922       | Чита | Образована на части территории Иркутской губернии. Преобразована в Забайкальскую губернию в 1922 году.. |
| Закаспийская область                                                   | 6 мая 1881 — 7 августа 1921        | Асхабад (с 1919 назывался Полторацк)                                                                                | Образована на территории «Туркменов Текинского рода», присоединённой к Российской империи. Переименована в Туркменскую область. |
| Имеретинская область                                                   | 19 апреля 1811 — 10 апреля 1840    | Кутаис | Образована на территории присоединённого 21 января 1810 года к Российской империи Имеретинского царства. Вошла в состав Грузино-Имеретинской губернии. |
| Кавказская область (вторая)                                            | 24 июля 1822 — 2 мая 1847          | Ставрополь | В период с 5 мая 1785 до 30 апреля 1790 года Кавказская область (центр Екатериноград) входила в состав Кавказского наместничества. В 1802 году из состава Астраханской губернии была выделена Кавказская губерния (центр Георгиевск), преобразованная в 1822 году в Кавказскую область. Преобразована в Ставропольскую губернию. |
| Камчатская область (вторая)                                            | 2 декабря 1849 — 31 октября 1856   | Петропавловск | В период с 1803 года до 1822 года Камчатская область (с центром в Нижнекамчатске входила в состав Иркутской губернии. Преобразована в Приморскую область Восточной Сибири. |
| Камчатская область (третья)                                            | 17 июня 1909 — 26 января 1921      | Петропавловск | В 1803—1822 годах Камчатская область входила в состав Иркутской губернии и 1849—1856 годах существовала в качестве самостоятельной области. Выделена из состава Приморской области. Преобразована в Камчатскую губернию в 1921 году |
| Карсская (Карская) область                                             | 1 ноября 1877 — 16 марта 1921      | Карс | Образована на территории бывших Карсского и Чалдырского санджаков, отошедших от Османской империи к России по результатам русско-турецкой войны 1877—78 годов. Большая часть отошла к Турции по Московскому 16 марта 1921 года, меньшая — к Армянской ССР. |
| Каспийская область                                                     | 10 апреля 1840 — 14 декабря 1846   | Шемаха | Разделена на Шемахинскую и Дербентскую губернии |
| Квантунская область                                                    | 16 августа 1899 — 23 августа 1905  | Порт-Артур | Образована на территории, переданной Китаем в арендное пользование на 25 лет Российской империи согласно русско-китайской конвенции 15/27 марта 1898 года. Полностью оккупирована Японией в ходе Русско-японской войны в конце декабря 1904 года, после сдачи Порт-Артура 20 декабря 1904 года / 2 января 1905 года. По Портсмутскому мирному договору 23 августа / 5 сентября 1905 года аренда области отошла к Японии. |
| Колыванская область                                                    | 1 мая 1779 — 6 марта 1783          | Бердский острог | Выделена из состава Сибирской губернии. Преобразована в Колыванскую губернию. |
| Кубанская область                                                      | 8 февраля 1860 — 28 января 1918    | Екатеринодар | Выделена из состава Ставропольской губернии. В 1918 году на землях Кубанской области была провозглашена независимая Кубанская Народная Республика. 29 марта 1920 года большевики включили Кубанскую область в состав Кубано-Черноморской области. |
| Омская область                                                         | 22 июля 1822 — 6 апреля 1838       | Омск | Образована из частей Тобольской и Томской губерний. Вошла в состав тех же губерний. |
| Область Оренбургских Киргизов                                          | 24 марта 1859 — 21 октября 1868    | Оренбург | Образована на территории степи зауральских Киргизов, именовавшейся Малой Ордой. Разделена на Тургайскую и Уральскую области. |
| Приморская область (первоначально Приморская область Восточной Сибири) | 31 октября 1856 — 1922             | Николаевск (до 28 апреля 1880), Хабаровка (до 9 июня 1888), Владивосток (с 9 июня 1888)                             | Образована из приморских частей Восточной Сибири вместе с Камчаткой. В 1860 году в её состав включена территория Уссурийского края, отошедшая от Китая к России по Пекинскому договору 2/14 ноября 1860 года, и которая, после отделения в 1909 году от области Камчатки и Сахалина, собственно и составляла территорию области. Преобразована в Приморскую губернию в 1922 году |
| Самаркандская область                                                  | 1 января 1887 — 29 сентября 1926   | Самарканд | Образована из Зеравшанского округа. С 30 апреля 1918 в составе Туркестанской АССР. С 27 октября 1924 года в составе Узбекской ССР. Упразднена в 1926 году. |
| Сахалинская область                                                    | 17 июня 1909 — 1920                | Александровский пост (до 1914), Николаевск (с 1914)                                                                 | Образована из бывшего Сахалинского отдела Приморской области. В апреле 1920 года островная часть области (Северный Сахалин) была оккупирована Японией, а материковая была включена в состав Приморской области. |
| Семипалатинская область                                                | 19 мая 1854 — 11 декабря 1920      | Семипалатинск | 11 декабря 1920 года (по другим данным, 26 августа 1920 года) переименована в Семипалатинскую губернию. |
| Семиреченская область                                                  | 11 июля 1867 — 12 октября 1922     | Верный (с 5 февраля 1921 назывался Алма-Ата)                                                                        | Образована при разделе Туркестанской области. С 30 апреля 1918 года входила в состав Туркестанской АССР. Переименована в Джетысуйскую область. |
| Область Сибирских Киргизов                                             | 19 мая 1854 — 21 октября 1868      | Омск | Образована на территории Киргизской степи Сибирского ведомства. Разделена на Акмолинскую и Семиреченскую области. |
| Сырдарьинская область (Сыр-Дарьинская область)                         | 11 июля 1867 — 15 августа 1928     | Ташкент (до 1924), Чимкент (с 1924)                                                                                 | Образована при разделе Туркестанской области. С 30 апреля 1918 года входила в состав Туркестанской АССР, с 27 октября 1924 года — Киргизской АССР. Упразднена в 1928 году. |
| Таврическая область                                                    | 2 февраля 1784 — 12 декабря 1796   | Карасубазар (в период с 14 июля и до конца 1784), Симферополь (с конца 1784)                                        | Образована на территории присоединённого к Российской империи Крымского ханства. Присоединена к Новороссийской губернии. |
| Тарнопольская область (Тарнопольский округ, Тарнопольский край)        | 15 июня 1810 — 26 июня 1815        | Тарнополь | Образована на землях, отошедших к Российской империи от Австрии по Шенбрунскому миру 14 октября 1809 года. Постановлением Венского конгресса от 6 июня 1815 года вновь отошла к Австрии. |
| Терская область                                                        | 8 февраля 1860 — 20 января 1921    | Моздок (до 1862), Владикавказ (с 1862)                                                                              | Выделена из состава Ставропольской губернии. В 1921 году из части образована Горская АССР, остальная часть преобразована в Терскую губернию (центр Георгиевск). |
| Тургайская область                                                     | 21 октября 1868 — 22 сентября 1920 | Оренбург (за неимением в Тургайской области соответствующего нуждам центральной администрации города или поселения) | Образована при разделе Области Оренбургских Киргизов. С 26 августа 1920 года в составе Киргизской АССР. Включена в Оренбургско-Тургайскую губернию. |
| Туркестанская область                                                  | 12 февраля 1865 — 11 июля 1867     | Ташкент | Создана на территории Сыр-Дарьинской и Ново-Кокандской линий и завоеванных частях Кокандского ханства. Разделена на Семиреченскую и Сырдарьинскую области. |
| Уральская область                                                      | 21 октября 1868 — 22 сентября 1920 | Уральск | Образована при разделе Области Оренбургских Киргизов. С 26 августа 1920 года в составе Киргизской АССР. Включена в Оренбургско-Тургайскую губернию. |
| Ферганская область                                                     | 19 февраля 1876 — 8 февраля 1927   | Новый Маргелан (с 1907 года назывался Скобелев) (до 1924), Коканд (с 1924)                                          | Образована на территории присоединённого к Российской империи Кокандского ханства. С 30 апреля 1918 в составе Туркестанской АССР. С 27.10.1924 в составе Узбекской ССР. Упразднена в 1927 году. |
| Якутская область (третья)                                              | 1 января 1851 — апрель 1920        | Якутск | В период с 6 марта 1783 года до 12 декабря 1796 года Якутская область входила в состав Иркутского наместничества, а в период с 22 апреля 1805 года до 1 января 1851 года — в состав Иркутской губернии. 16 августа 1851 года на основании «Положения об управлении Якутской областью» Якутская область была отделена от Иркутской губернии и с 1 января 1852 года стала самостоятельной областью. В апреле 1920 года по решению Сибревкома была превращена в особый район Иркутской губернии, а в сентябре (по другим данным, 21 августа) 1920 года объявлена самостоятельной Якутской губернией. |

## Области вЗападной Армении
5 июля 1916 года было Высочайше утверждено «Временное положение по управлению территориями Турции, занятыми по праву войны». С целью объединения военно-административного управления всех территорий, завоеванных в Турции (части турецких вилайетов Ван, Трабзон и Эрзурум), первой статьёй «Временного положения» создавалось временное военное генерал-губернаторство, а вся территория, завоёванная у Османской империи в 1914–1916 годах, разделялась на четыре области: Ванскую, Понтийскую, Хнусскую и Эрзрумскую . Все четыре области были ликвидированы в связи с расформированием Кавказского фронта и оккупацией со стороны Турции.
| Область             | Период существования        | Административный центр | Примечания                            |
| ------------------- | --------------------------- | ---------------------- | ------------------------------------- |
| Ванская область     | 5 июля 1916 — 7 апреля 1918 | Ван                    | На территории вилайета Ван.           |
| Понтийская область  | 5 июля 1916 — 7 апреля 1918 | Трапезунд              | На территории вилайета Трабзон.       |
| Хнусская область    | 5 июля 1916 — 7 апреля 1918 | Хыныс                  | На части территории вилайета Эрзурум. |
| Эрзурумская область | 5 июля 1916 — 7 апреля 1918 | Эрзурум                | На части территории вилайета Эрзурум. |